# Tranqi Funky
Tranqi Funky è un singolo del gruppo musicale italiano Articolo 31, pubblicato nel 1996 come primo estratto dal terzo album in studio Così com'è.

## Descrizione
Il brano è riconosciuto come uno dei più rappresentativi del gruppo, ed in generale della musica Spaghetti Funk.

## Tracce
12"
- Lato A

1. Tranqi Funky (Versione Album) – 3:21
2. Tranqi Funky (Versione Strumentale) – 3:21

- Lato B

1. Tranqi Funky (Versione Fatta a New York) – 3:21
2. Non c'è rimedio – 4:57

CD singolo – Best Sound
1. Tranqi Funky (Versione Album) – 3:21
2. Non c'è rimedio – 4:57
3. Tranqi Funky (Versione Fatta a New York) – 3:21
4. Tranqi Funky (Versione Strumentale) – 3:21

CD singolo – BMG
1. Tranqi Funky – 3:21
2. Da un nastro – 0:36
3. Un urlo – 3:49
4. Non c'è rimedio – 4:57

## Classifiche

### Classifiche settimanali
| Classifica (1996) | Posizione massima |
| ----------------- | ----------------- |
| Italia            | 9                 |

### Classifiche di fine anno
| Classifica (1996) | Posizione |
| ----------------- | --------- |
| Italia            | 42        |